# Mazuca haemagrapha
Mazuca haemagrapha är en fjärilsart som beskrevs av George Francis Hampson 1910. Mazuca haemagrapha ingår i släktet Mazuca och familjen nattflyn. Inga underarter finns listade i Catalogue of Life.